# Буряченко Павло Іванович
Буряченко Павло Іванович (*1906 — †1982) — генерал-майор, учасник Другої світової війни.
Народився 1906 року в селі Головківка Чигиринського району Черкаської області.
На військову службу у Збройні Сили пішов 1926 року. До 1941 року служив у Забайкальському військовому окрузі. У роки Німецько-радянської війни воював у складі 1-го Білоруського фронту. 1942 року отримав звання генерал-майора.
У післявоєнний час був комендантом міста Франкфурт-на-Одері (Східної Німеччинни). Після виходу в запас проживав у місті Мінськ (Білорусь), де й помер 1982 року.